# Min skøre familie Robinson
Min Skøre Familie Robinson (på engelsk Meet The Robinsons) er en amerikansk computer-animeret familiefilm produceret af Walt Disney Pictures. Filmen blev udgivet på DVD og Blu-ray den 23. oktober 2007 på engelsk, og den 4. december 2007 med danske, svenske, norske, islandske og finske stemmer. De danske sange er sunget af Mark Linn. Filmen blev produceret af Stephen J. Anderson (også kaldet Steve Anderson)

## Fodnote
1. ↑  "CDON - Min Skøre Familie Robinson". Hentet 2010-02-17.

| Portal | Portal:Disney |